# 과테말라계 미국인
과테말라계 미국인(스페인어: 과테말테코-에스타도우니덴세스, 과테말라계 북아메리카인 또는 과테말라계 미국인)은 전부 또는 부분적으로 과테말라 혈통의 미국인이다. 2010년 인구 조사에서 과테말라계 미국인 인구는 1,044,209명이었다. 과테말라계는 미국에서 6번째로 큰 히스패닉 그룹이며, 엘살바도르계 다음으로 두 번째로 큰 중앙아메리카 인구이다. 과테말라 인구의 절반은 북동부와 남부 캘리포니아라는 두 지역에 위치한다.
과테말라 인구가 가장 많은 주는 캘리포니아주 (29%), 플로리다주 (8%), 텍사스주 (7%)이다.

## 미국 내 과테말라인의 역사
과테말라 사람들은 1930년대와 1940년대부터 미국으로 이주해 왔다. 다른 중앙아메리카 사람들과 함께 그들은 처음 멕시코를 통해 도착하여 로스앤젤레스, 시카고, 뉴올리언스, 휴스턴, 뉴욕, 오클랜드, 샌프란시스코, 메릴랜드주, 워싱턴 D.C., 노던 버지니아와 같은 도시 지역에 정착했다.
그러나 미국으로의 과테말라인 유입은 과테말라 내전으로 인해 1970년대와 1980년대에 시작되어 1990년대에 절정에 달했다. 수만 명의 과테말라 난민들이 멕시코를 통해 미국으로 이주했다. 이 난민들은 서류상으로 등록된 사람들과 미등록된 사람들 모두를 포함했다. 과테말라 내전은 1996년에 끝났다. 2001년 9월 11일 이후, 멕시코는 과테말라 정부와의 양국 조약인 플랜 수르(Plan Sur)를 통해 남부 멕시코 국경에 이민 비자를 제한하고 다른 조치를 도입하는 새로운 법을 제정했다. 2008년까지 43만 명의 미등록 과테말라인이 있었다. 과테말라 이민자의 71%는 미등록 상태이다.

## 이민
1950년대에는 중앙아메리카에서 45,000명의 서류상 이민자들이 있었다. 1960년대에는 이 숫자가 100,000명 이상으로 두 배 이상 증가했다. 다음 10년 동안에는 134,000명으로 증가했다. 이 이민자들 중 26,000명은 과테말라 출신이었다. 1950년대 이후 과테말라는 군사 독재, 내전, 36년간의 게릴라 전쟁으로 혼란스러웠다. 이 전쟁으로 인해 20만 명 이상의 사망자와 약 100만 명의 난민이 발생했다. 1996년, 과테말라 정부는 평화 협정을 체결했다. 이것으로 전쟁은 끝났지만, 많은 과테말라 사람들에게는 전쟁이 끝나지 않았다. 왜냐하면 그들은 나라 전체에 폭력을 가했던 사람들과 함께 살아야 했기 때문이다.
냉전 동안 많은 과테말라인들은 미국의 개입으로 인한 불안정으로 인해 미국으로 이민 왔다. 결과적으로 많은 과테말라인들은 그 시기에 임시 보호 지위를 받았다. 이 과테말라인들은 전쟁이 끝나자마자 그 지위를 잃었다.
중앙아메리카로부터의 이주자는 항상 5만 명 미만이었다. 그러나 1970년 인구 조사에서는 113,913명의 중앙아메리카 이민자가 집계되었다. 이들 중 17,536명은 과테말라 출신이었다. 이는 10년 전의 5,381명에서 크게 증가한 수치였다. 1970년대는 미국이 과테말라인의 급증을 경험한 시기였다. 1970년 인구 조사에 따르면 과테말라인은 17,356명이었다. 이는 1960년 인구 조사가 시행되었을 때 5,381명에 불과했던 것을 고려하면 현저한 증가이다. 과테말라에서 미국으로의 이민은 1977년에 총 3,599명으로 진정으로 증가했다. 이는 전년 대비 82% 증가한 수치였다. 대부분의 경우 이는 과테말라의 농업 경제 내의 불안정 때문이었다. 많은 과테말라인에게 농업 경제는 소외된 사람들을 위한 일자리 시장이었다. 이 시장은 당시 과테말라인들을 부양하기에 충분하지 않았다. 실업률은 25%였고 빈곤율은 84%였다. 1970년대에 과테말라는 빈곤에서 벗어날 능력을 저하시키는 요인들의 절정을 경험했다. 1970-1973년 과테말라의 영아 사망률은 약 82%였다. 이러한 상황에는 증가하는 실업률과 농촌 부문의 임금 및 기회 감소가 포함되었다. 1976년에는 지진이 발생하여 많은 사람들에게 집을 잃게 했다. 이러한 요인들은 일반적인 폭력과 결합되어 많은 과테말라인들이 1970년대와 1980년대에 걸쳐 내부, 지역 내, 국제 이주를 모색하도록 만들었다. 분쟁을 피해 많은 과테말라인들은 멕시코에서 피난처를 찾았다. 많은 사람들에게 멕시코는 그들의 여정에서 또 다른 경유지일 뿐이었다. 1982년 멕시코는 경제 위기를 겪었고, 이로 인해 많은 과테말라인들이 스스로를 부양하기 어려워졌다. 이는 1980년대 내내 미국으로 입국하는 과테말라인의 증가를 설명하는 데 도움이 된다. 멕시코의 많은 원주민 과테말라 노동자들은 미국 내 기업에서 일하기 위해 모집되었다. 이 노동자들 중 많은 이들은 이미 중앙아메리카 조립 공장에서 일하던 사람들이었다. 따라서 그 기술은 미국 공장으로 이전 가능했다. 그 결과, 많은 사람들이 1970년대에 로스앤젤레스로 이주했다. 실업률은 1970년대 25%에서 1980년대 40% 이상으로 증가했다. 농촌 빈곤은 84%, 도시 빈곤은 47%였다. 이는 많은 빈곤한 과테말라인들에게 어려웠다. 왜냐하면 많은 사람들이 농업 경제를 일자리의 원천으로 의존했기 때문이다.
1980년대에 많은 혁명/게릴라 집단들이 합병하여 과테말라 민족혁명연합 (URNG)이 되었다. 과테말라 정부는 군사적 행동으로 대응했는데, 여기에는 1981년부터 1983년까지 15만 명의 민간인이 학살된 대량학살이 포함되었다. 궁극적으로 이는 파급 효과를 일으켜 많은 과테말라인과 마야족이 멕시코와 미국으로 이주하게 되었다. 1980년대에 과테말라로부터의 대규모 이주가 발생했으며, 그 결과 미국과의 관계가 변화했다. 이 시기에 과테말라는 사회적, 정치적 불안정뿐만 아니라 높은 수준의 빈곤을 겪고 있었다. 과테말라 사람들은 내전과 경제적 황폐화로 인해 1980년대에 피난처를 찾았다. 그러나 당시 그들은 망명을 허가받지 못했다. 그럼에도 불구하고, 여성 망명 신청자들은 그 이후로 망명을 받을 수 있었다. 과테말라에서의 여성 살해가 더욱 만연해졌다. 이러한 방식으로 많은 미국 법원들은 과테말라에서의 여성 살해 증가로 인해 망명을 허가하고 있다.
1986년 이민 개혁 및 통제법 (IRCA)은 1986년에 미국에서 통과되었다. IRCA 이후, 대부분의 서류상 과테말라계 미국인들은 이미 미국에 거주하고 있는 가족 구성원의 청원을 통해 합법적인 입국 허가를 받을 수 있었다. 이민 개혁 및 통제법 (IRCA)은 새로 들어오는 과테말라 이민자들에게 불이익을 주었다. 왜냐하면 이 법은 1982년 이전에 입국한 사람들에게 서류를 허용했지만, 과테말라 이민은 대체로 1982년 이후에 일어났기 때문이다.

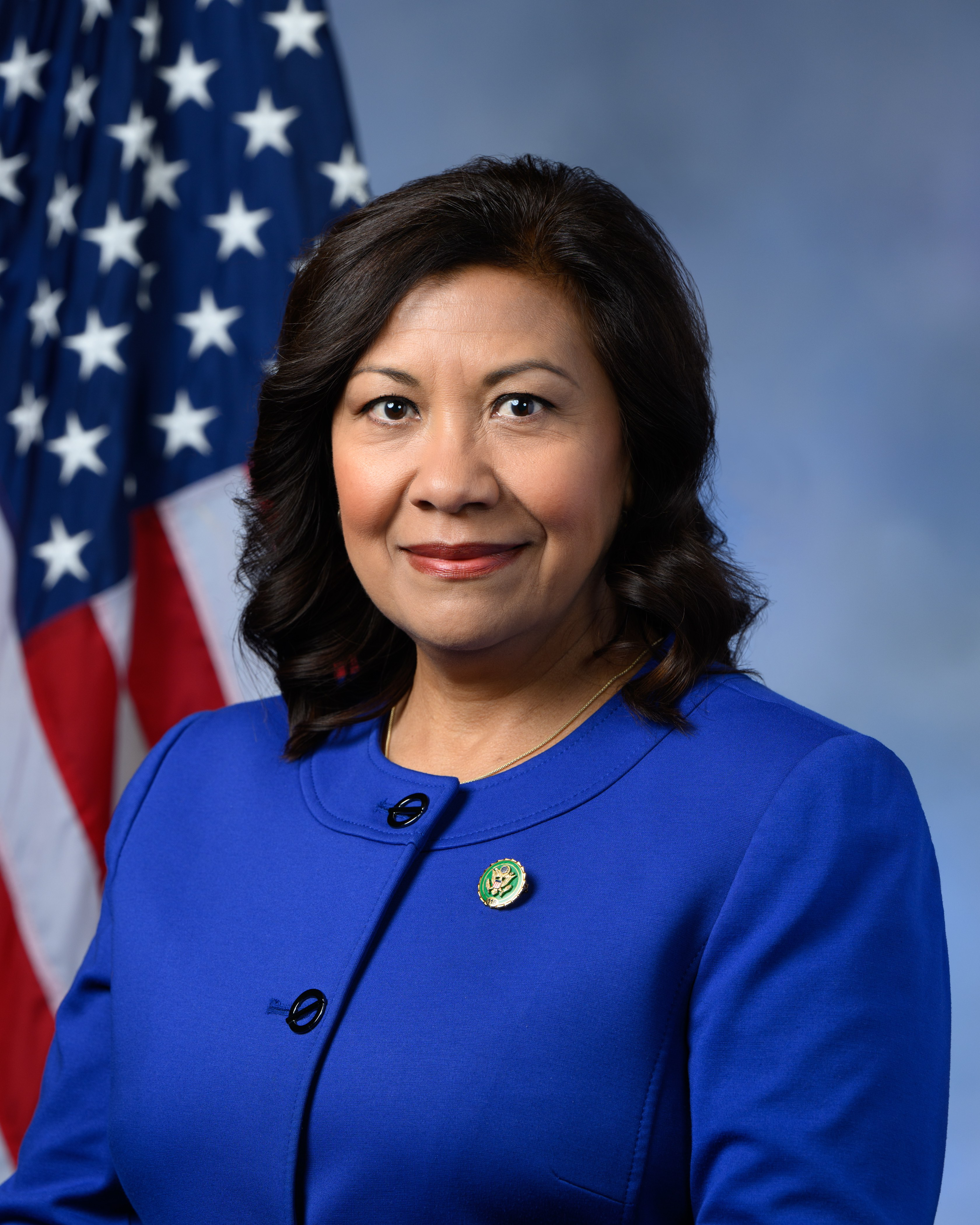
노르마 토레스, 미국 하원 의원.

1997년에는 니카라과 조정 및 중앙아메리카 구제법을 통해 과테말라 사람들의 이민이 더욱 제한되었다. 이 법은 중앙아메리카 망명 신청자들이 미국에서 서류를 받을 수 있도록 허용했지만, 미등록자들에 대해서는 추방을 요구했다. 당시에는 이들 중 많은 사람들이 과테말라계 미국인이었다. 미등록 이민자들의 추방은 과테말라 내의 사회경제적 이동성에 영향을 미친다. 미국에 있는 과테말라 사람들에게서 돈을 받는 과테말라 가구들은 더 나은 경제적 지위로 자신들을 끌어올릴 수 있다. 대조적으로, 그 돈을 잃는 가구들은 하향 이동성을 경험한다.

### 미국 내 문학
로드리게스에 따르면, 미국 내 중앙아메리카 문학의 주요 주제는 전쟁, 폭력, 범죄, 연대, 이주, 민족성, 그리고 정체성 구성이다. 마야 친칠라는 미국, 독일, 과테말라 혈통을 혼합한 과테말라 시인이다. 그녀의 시 "중앙아메리카계 미국인"에서 그녀는 "중앙아메리카 이산가족에서 증폭된 이주, 세대, 유산, 언어, 민족성, 인종, 성별, 문화, 담론의 다양한 좌표를 따라 지리적 개념을 넘어 중앙아메리카 정체성의 구성을 회절시킨다." 엑토르 토바르의 『문신을 한 병사』와 같은 소설들은 미국 다문화주의 내에서 중앙아메리카 정체성의 문화적 중요성을 보여준다.

## 문화

### 과테말라 마야족과 히스패닉

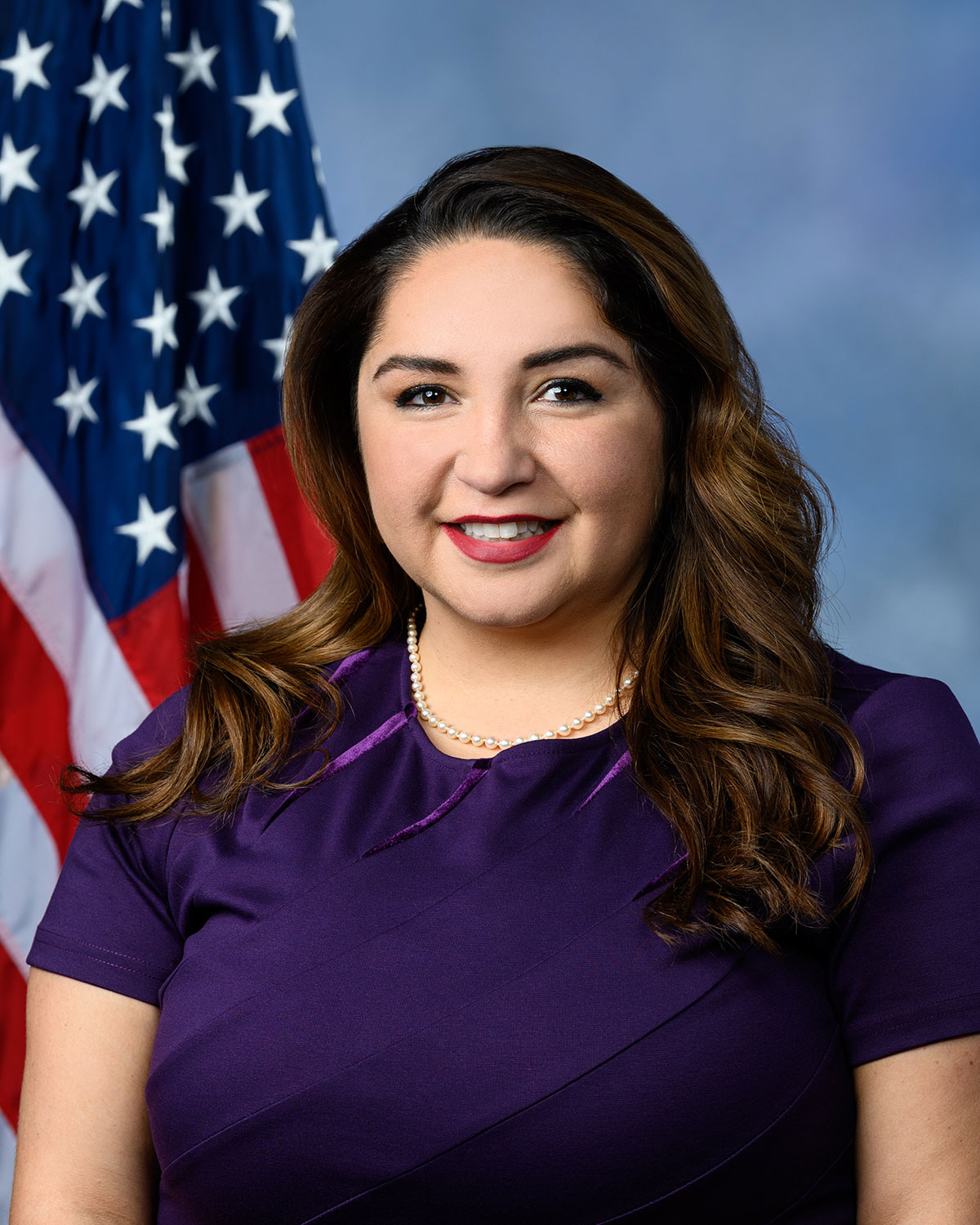
델리아 라미레스, 일리노이주 제3선거구 미국 하원 의원, 의회에서 일리노이주를 대표하는 첫 라티노

과테말라계 미국인들은 매우 문화적으로 다양한 집단으로, 언어는 다르지만 독특한 문화적 전통을 유지하는 약 23개의 개별 민족 그룹을 포함한다. 이 그룹들은 대체로 마야족이다. 라디노족은 스페인어를 사용하고 스페인 문화를 가진 다른 그룹이다. 따라서 과테말라계 미국인은 다문화 공동체이다. 이러한 이유로 그룹 간에 동화 과정, 전통 신념, 관습이 다르게 나타난다. 미국에 거주하는 대부분의 라디노 과테말라인들은 후티아파, 과테말라 시, 치퀴물라 출신이다. 후티아파와 치퀴물라 출신 라디노의 대다수는 뉴저지주와 매사추세츠주와 같은 북동부에 거주한다.

이주 마야계 미국인 공동체는 자신들의 민족 풍습을 보존해 왔다. 유럽계 과테말라인(대부분 스페인 혈통)은 종종 다른 미국 내 히스패닉 그룹과 혼합되었다. 그러나 과테말라 이민자와 그 후손들 사이에 문화적 전통의 전파가 어느 정도 이루어지는지는 연구 부족으로 알 수 없다.

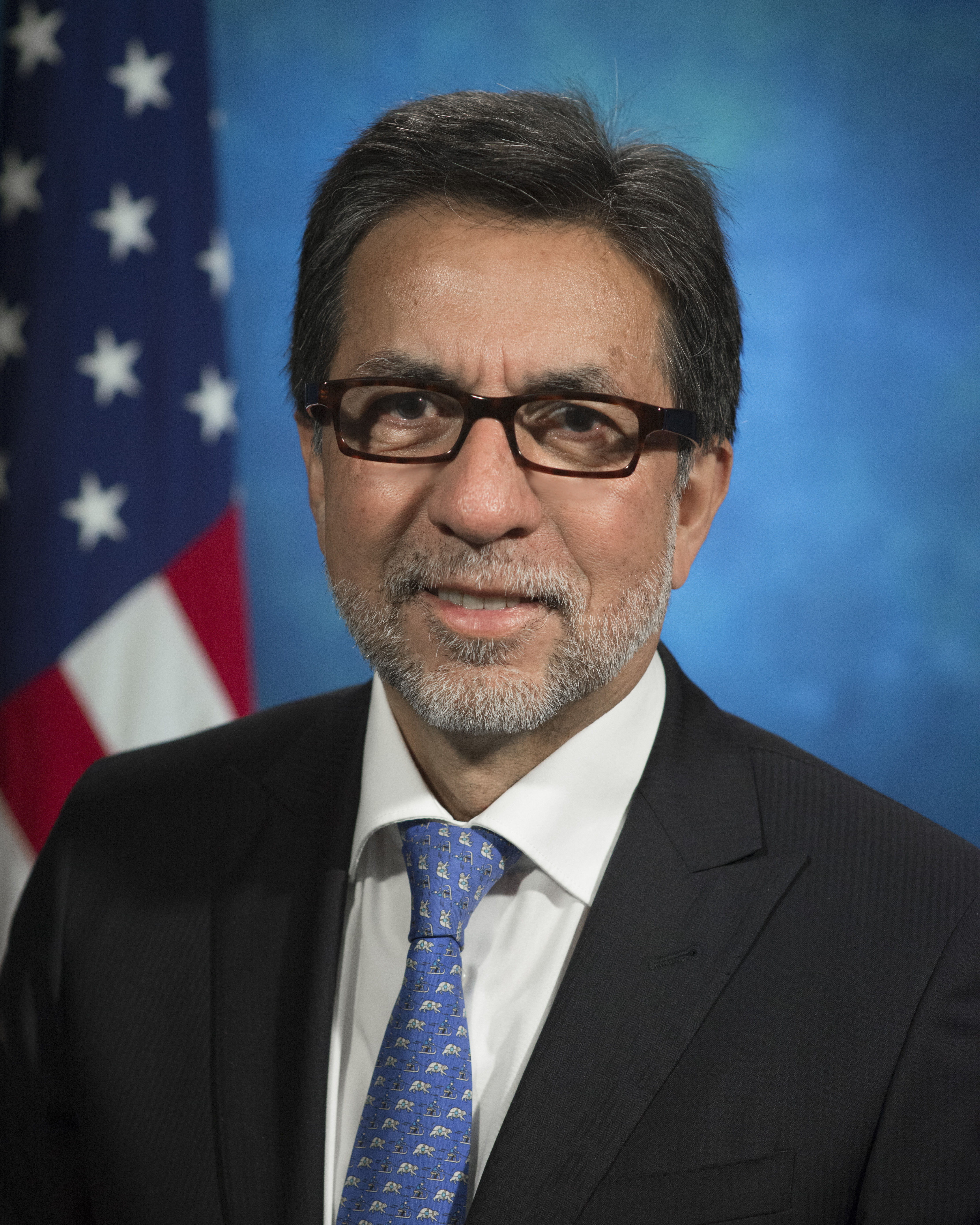
루이스 E. 아레아가, 전 과테말라 및 아이슬란드 대사

과테말라 이민자들의 대부분의 거주지, 특히 로스앤젤레스, 휴스턴, 그리고 플로리다주 남부에서는 과테말라 전통이 미국 문화 적응으로 인해 변형되고 소실되고 있다. 일부 과테말라 전통으로는 킨세아녜라 축하, 축구 리그 형성, 그리고 수호성인 축제 조직(Organization de las Fiestas de la Patronal)이 있다.
미국에는 1백만 명 이상의 마야 원주민이 거주하며, 대부분 멕시코와 과테말라 출신이다. 그럼에도 불구하고, 미국은 이민의 필요성을 야기하는 정치적, 사회적 조건에도 불구하고 마야 원주민을 과테말라 출신 난민으로 인정하지 않는다. 마야족은 과테말라 사회에서 최하위 계층에 속한다. 이는 과테말라 사회 내의 인종차별과 멕시코를 통한 미국 이주 과정에서 발생하는 취약성으로 설명될 수 있다.
| 단체               | 위치                         |
| ------------------ | ---------------------------- |
| 콘 마야 재단       | 주피터, 플로리다주           |
| 과테말라 마야 센터 | 레이크 워스 비치, 플로리다주 |
| 여름 언어 프로그램 | 로스앤젤레스, 캘리포니아주   |
| 마야 비전          | 로스앤젤레스, 캘리포니아주   |

### 종교
대부분 스페인 식민화와 미국 기업의 중앙아메리카 개입과 같은 영향으로 인해, 과테말라의 토착 종교들은 혼합되어 하이브리드 영성 및 민족성, 인종, 젠더, 성별과 같은 히스패닉/라틴계 정체성의 다른 측면과 교차하는 "영적 형태, 관행, 공동체"를 형성했다.

## 사회경제적 이동성
미국의 히스패닉계 미국인 인구 및 전체 미국 인구와 비교했을 때, 과테말라 사람들은 인구 전반에 걸쳐 교육 수준이 현저히 낮은 것으로 나타났다. 2013년 기준으로 25세 이상 과테말라 사람들 중 학사 학위를 취득한 사람은 9%에 불과하여 미국 태생 시민보다 학사 학위를 취득할 가능성이 낮았다. 그럼에도 불구하고, 연구는 과테말라계 미국인들이 노동 인구 참여율이 가장 높은 집단 중 하나임을 보여준다. 이들 중 31%는 서비스 부문에서 일한다.

## 인구 통계

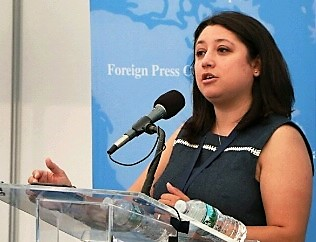
필리 토바르는 바이든 행정부에서 백악관 공보부국장으로 재직 중이다.

과테말라 인구의 절반은 북부 캘리포니아와 남부 캘리포니아라는 두 지역에 위치한다. 로스앤젤레스군, 오렌지, 리버사이드군, 샌버너디노군, 샌디에고군의 총 인구는 267,335명이다. 라스베이거스에도 과테말라 공동체가 있다.
노던 버지니아에서 보스턴 북부까지 이어지는 북동부 메갈로폴리스에는 257,729명의 과테말라 사람들이 거주한다. 랭글리 공원, 트렌턴, 스탬퍼드, 프로비던스 및 린과 같은 도시들은 이 회랑을 따라 과테말라 사람들이 집중적으로 거주한다.

### 주별 분포
| 주/영토               | 2020년 인구 조사 기준 과테말라 인구 | 2020년 비율 | 2010년 인구 조사 | 2010년 비율 |
| --------------------- | ----------------------------------- | ----------- | ---------------- | ----------- |
| 앨라배마주            | 26,614                              | 0.5%        | 15,282           | 0.3%        |
| 알래스카주            | 724                                 | 0.1%        | 508              | 0.0%        |
| 애리조나주            | 22,713                              | 0.3%        | 13,426           | 0.2%        |
| 아칸소주              | 9,428                               | 0.3%        | 4,533            | 0.2%        |
| 캘리포니아주          | 454,917                             | 1.1%        | 332,737          | 0.9%        |
| 콜로라도주            | 14,362                              | 0.2%        | 7,488            | 0.1%        |
| 코네티컷주            | 26,660                              | 0.7%        | 16,715           | 0.5%        |
| 델라웨어주            | 10,449                              | 1.0%        | 5,202            | 0.6%        |
| 워싱턴 D.C.           | 3,743                               | 0.5%        | 2,635            | 0.4%        |
| 플로리다주            | 138,818                             | 0.6%        | 83,882           | 0.4%        |
| 조지아                | 59,625                              | 0.5%        | 36,874           | 0.4%        |
| 하와이주              | 1,191                               | 0.0%        | 565              | 0.0%        |
| 아이다호주            | 2,529                               | 0.2%        | 1,168            | 0.1%        |
| 일리노이주            | 48,681                              | 0.4%        | 35,321           | 0.3%        |
| 인디애나주            | 14,937                              | 0.2%        | 5,933            | 0.1%        |
| 아이오와주            | 10,708                              | 0.3%        | 4,917            | 0.2%        |
| 캔자스주              | 11,496                              | 0.3%        | 5,538            | 0.2%        |
| 켄터키주              | 12,514                              | 0.2%        | 5,231            | 0.1%        |
| 루이지애나주          | 12,270                              | 0.2%        | 6,660            | 0.1%        |
| 메인주                | 783                                 | 0.0%        | 457              | 0.0%        |
| 메릴랜드주            | 63,972                              | 1.0%        | 34,491           | 0.6%        |
| 매사추세츠주          | 53,437                              | 0.7%        | 32,812           | 0.5%        |
| 미시간주              | 12,994                              | 0.1%        | 8,428            | 0.1%        |
| 미네소타주            | 13,058                              | 0.2%        | 6,754            | 0.1%        |
| 미시시피주            | 5,807                               | 0.2%        | 2,978            | 0.1%        |
| 미주리주              | 11,079                              | 0.1%        | 6,610            | 0.1%        |
| 몬태나주              | 401                                 | 0.0%        | 200              | 0.0%        |
| 네브래스카주          | 18,548                              | 0.9%        | 8,616            | 0.5%        |
| 네바다주              | 19,787                              | 0.5%        | 13,407           | 0.5%        |
| 뉴햄프셔주            | 1,242                               | 0.1%        | 743              | 0.1%        |
| 뉴저지주              | 79,638                              | 0.8%        | 48,869           | 0.6%        |
| 뉴멕시코주            | 3,859                               | 0.2%        | 2,386            | 0.1%        |
| 뉴욕주                | 109,766                             | 0.5%        | 73,806           | 0.4%        |
| 노스캐롤라이나주      | 35,349                              | 0.3%        | 20,206           | 0.2%        |
| 노스다코타주          | 460                                 | 0.0%        | 134              | 0.0%        |
| 오하이오주            | 20,084                              | 0.1%        | 8,680            | 0.1%        |
| 오클라호마주          | 15,660                              | 0.3%        | 7,960            | 0.2%        |
| 오리건주              | 14,809                              | 0.3%        | 7,703            | 0.2%        |
| 펜실베이니아주        | 23,280                              | 0.2%        | 11,462           | 0.1%        |
| 로드아일랜드주        | 28,062                              | 2.5%        | 18,852           | 1.8%        |
| 사우스캐롤라이나주    | 14,999                              | 0.2%        | 8,883            | 0.2%        |
| 사우스다코타주        | 3,737                               | 0.3%        | 1,620            | 0.2%        |
| 테네시주              | 36,767                              | 0.5%        | 14,323           | 0.2%        |
| 텍사스주              | 108,548                             | 0.3%        | 66,244           | 0.3%        |
| 유타주                | 11,651                              | 0.3%        | 6,877            | 0.2%        |
| 버몬트주              | 309                                 | 0.0%        | 215              | 0.0%        |
| 버지니아주            | 56,076                              | 0.6%        | 33,556           | 0.4%        |
| 워싱턴주              | 20,340                              | 0.2%        | 9,520            | 0.1%        |
| 웨스트버지니아주      | 842                                 | 0.0%        | 347              | 0.0%        |
| 위스콘신주            | 5,015                               | 0.1%        | 3,037            | 0.1%        |
| 와이오밍주            | 683                                 | 0.1%        | 418              | 0.1%        |
| 미국 과테말라 총 인구 | 1,669,557                           | 0.4%        | 1,044,209        | 0.3%        |

### 과테말라 인구가 가장 많은 도시 (대도시권)
과테말라 인구가 가장 많은 지역은 다음과 같다 (출처: 2020년 ACS 5년 추정치):
1. 로스앤젤레스-롱비치-샌타아나, 캘리포니아주 대도시권 - 286,250명
2. 뉴욕-노던 뉴저지-롱아일랜드, 뉴욕주-뉴저지주-펜실베이니아주 대도시권 - 125,231명
3. 워싱턴-알링턴-알렉산드리아, 워싱턴 D.C.-버지니아주-메릴랜드주-웨스트버지니아주 대도시권 - 81,530명
4. 마이애미-포트로더데일-폼파노 비치, 플로리다주 대도시권 - 66,829명
5. 휴스턴-슈가랜드-베이타운, 텍사스주 대도시권 - 56,993명
6. 샌프란시스코-오클랜드-프리몬트, 캘리포니아주 대도시권 - 51,626명
7. 리버사이드-샌버너디노-온타리오, 캘리포니아주 대도시권 - 42,457명
8. 시카고-졸리엣-네이퍼빌, 일리노이주-인디애나주-위스콘신주 대도시권 - 38,872명
9. 보스턴-케임브리지-퀸시, 매사추세츠주-뉴햄프셔주 대도시권 - 36,709명
10. 애틀랜타-샌디 스프링스-마리에타, 조지아주 대도시권 - 35,917명
11. 댈러스-포트워스-알링턴, 텍사스주 대도시권 - 27,950명
12. 프로비던스-뉴 베드포드-폴 리버, 로드아일랜드주-매사추세츠주 대도시권 - 27,588명
13. 라스베이거스-파라다이스, 네바다주 대도시권 - 17,575명
14. 피닉스-메사-글렌데일, 애리조나주 대도시권 - 16,892명
15. 샌디에고-칼스배드-샌마르코스, 캘리포니아주 대도시권 - 13,572명
16. 필라델피아-캠든-윌밍턴, 펜실베이니아주-뉴저지주-델라웨어주-메릴랜드주 대도시권 - 13,563명
17. 트렌턴-프린스턴, 뉴저지주 대도시권 - 15,457명
18. 브리지포트-스탬퍼드-노워크, 코네티컷주 대도시권 - 15,417명
19. 볼티모어-타우슨, 메릴랜드주 대도시권 - 10,401명
20. 신시내티, 오하이오주-켄터키주-인디애나주 대도시권 - 9,147명

### 과테말라계 인구 비중이 높은 미국 공동체
과테말라인이 인구 대비 가장 높은 비율을 차지하는 미국 상위 25개 공동체 (출처: 2020년 인구 조사)
1. 로스앤젤레스, 캘리포니아주 – 157,676명
2. 뉴욕, 뉴욕주 – 42,499명
3. 휴스턴, 텍사스주 – 33,210명
4. 시카고, 일리노이주 – 20,885명
5. 프로비던스, 로드아일랜드주 – 15,332명
6. 오클랜드, 캘리포니아주 – 13,492명
7. 트렌턴, 뉴저지주 – 13,323명
8. 피닉스, 애리조나주 – 11,181명
9. 린, 매사추세츠주 – 10,615명
10. 스탬퍼드, 코네티컷주 – 10,221명
11. 샌러펠, 캘리포니아주 – 8,876명
12. 샌프란시스코, 캘리포니아주 – 7,870명
13. 오클라호마시티, 오클라호마주 – 7,842명
14. 랭글리 공원, 메릴랜드주 – 7,546명
15. 레이크 워스 비치, 플로리다주 – 7,317명
16. 플레인필드, 뉴저지주 – 6,958명
17. 댈러스, 텍사스주 – 6,641명
18. 롱비치, 캘리포니아주 – 6,522명
19. 웨스트팜비치, 플로리다주 – 5,542명
20. 팜데일, 캘리포니아주 – 5,509명
21. 라스베이거스, 네바다주 – 5,134명
22. 보스턴, 매사추세츠주 – 4,871명
23. 호손, 캘리포니아주 – 4,681명
24. 마이애미, 플로리다주 – 4,545명
25. 잉글우드, 캘리포니아주 – 4,172명

### 과테말라계 혈통 인구 비중이 높은 미국 공동체
과테말라인이 인구의 높은 비율을 차지하는 미국 상위 25개 공동체 (출처: 2010년 인구 조사):
1. 메리델, 메릴랜드주 - 42.55%
2. 브루스터, 뉴욕주 - 38.16%
3. 인디언타운, 플로리다주 – 37.15%
4. 템플빌, 메릴랜드주 – 31.88%
5. 조지타운, 델라웨어주 – 31.86%
6. 챔블리, 조지아주 – 30.89%
7. 헨더슨, 메릴랜드주 – 29.45%
8. 랭글리 공원, 메릴랜드주 – 26.81%
9. 엘리제이, 조지아주 – 19.39%
10. 레이크 워스 비치, 플로리다주 – 18.66%
11. 콜린스빌, 앨라배마주 – 18.51%
12. 이스트 엘리제이, 조지아주 – 18.31%
13. 마운트 키스코, 뉴욕주 – 16.38%
14. 페어뷰, 뉴저지주 – 15.84%
15. 스카일러, 네브래스카주 – 13.99%
16. 살루다, 사우스캐롤라이나주 – 13.74%
17. 센트럴 폴스, 로드아일랜드주 – 13.28%
18. 그린포트, 뉴욕주 – 13.06%
19. 카시지, 미주리주 – 12.80%
20. 타이스, 플로리다주 – 12.70%
21. 스튜어트, 플로리다주 – 12.62%
22. 스테이시 스트리트, 플로리다주 – 12.59%
23. 모데스트 타운, 버지니아주 – 11.41%
24. 트리온, 조지아주 – 10.84%
25. 몬터레이, 테네시주 – 10.77%

## 저명한 인물
틀:미국인

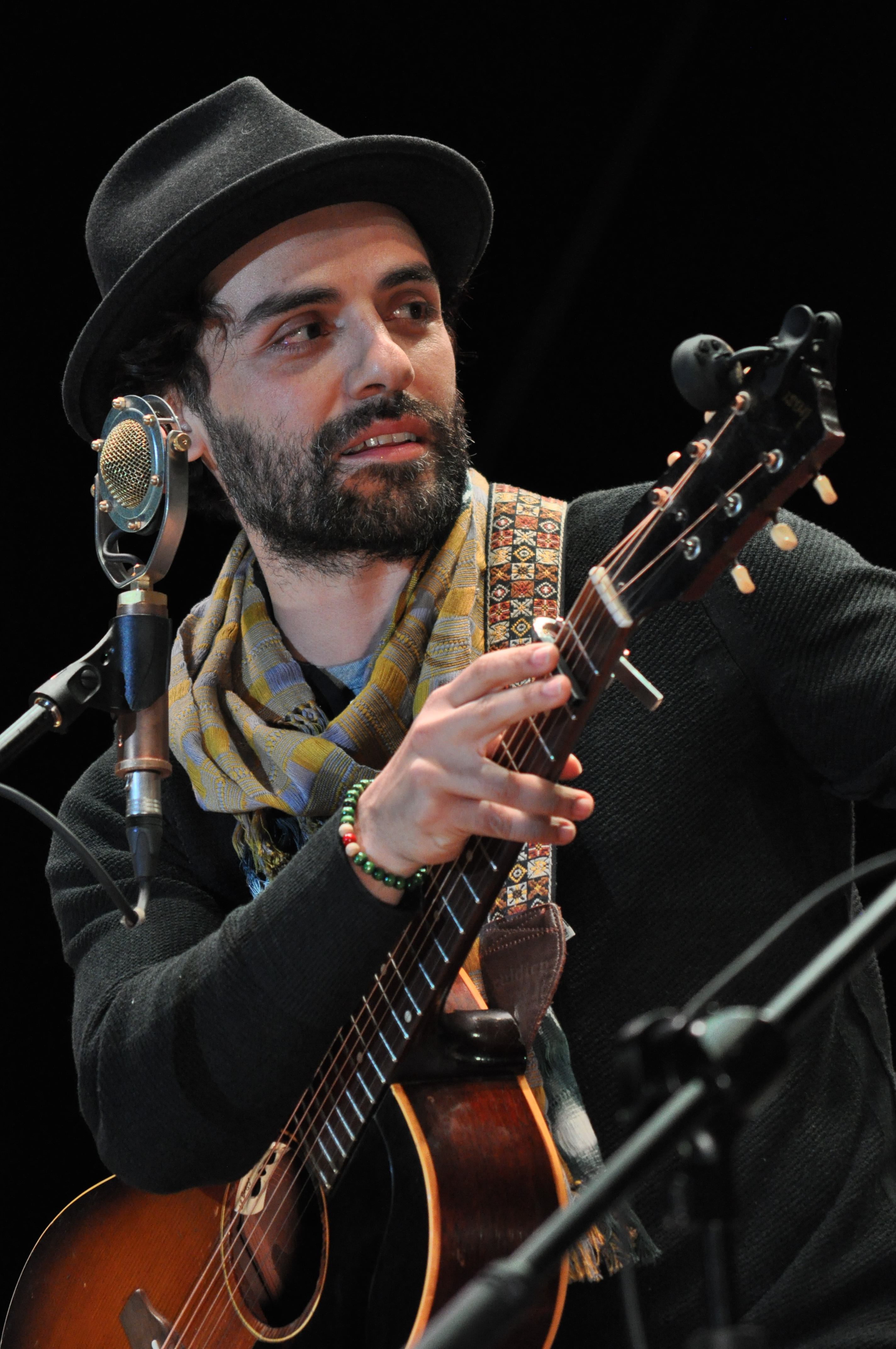
오스카 아이작 2015년 2월 프란시스코 마로퀸 대학교에서 공연 중.

- 아드리아 아르호나 – 과테말라계 푸에르토리코 배우
- 루이스 E. 아레아가 – 미국 외교관이자 과테말라 및 아이슬란드 주재 미국 대사.
- 루이스 폰 안 – 기업가이자 카네기 멜런 대학교 컴퓨터 과학과 부교수.
- 조셉 바에나 – 미국 배우, 보디빌더, 피트니스 모델, 부동산 중개인. 할리우드 배우 아놀드 슈워제네거의 아들. 어머니 쪽은 과테말라계이다.
- 애스턴 매튜스 – 캘리포니아주 로스앤젤레스 출신 미국 힙합 아티스트.
- 루이스 베자 – 서드 웨이브 스카 밴드 서버번 레전드의 미국 트럼펫 연주자.
- 데이비드 캄포스 – 과테말라계 미국인 변호사이자 샌프란시스코 시의회 제9지구 대표 의원.
- 르네 코라도 – 과테말라계 미국인 조류학자이자 작가.[20]
- 데이비드 에스트라다 – 과테말라계.
- 프란시스코 골드만 – 미국 소설가, 언론인, 앨런 K. 스미스 문학 및 창작 교수. 그는 과테말라 가톨릭 어머니와 유대계 미국인 아버지 사이에서 태어났다.[21]
- 호세 안토니오 구티에레스 – 미국 해병대 하사. 이라크 전쟁에서 전사한 첫 미국 해병대원.
- 테드 헨드릭스 – 과테말라 태생의 전 미식축구 라인배커로, 볼티모어 콜츠 (1969–73), 그린베이 패커스 (1974), 오클랜드 및 로스앤젤레스 레이더스 (1975–83)에서 15시즌을 뛰었다.
- 오스카 아이작 – 과테말라 태생 미국에서 자란[22] 배우이자 가수.
- 매니 마로퀸 – 그래미 수상 믹싱 엔지니어. 과테말라 태생으로, 과테말라 내전으로 인해 9살 때 가족과 함께 로스앤젤레스로 이주했다.[23]
- 베니토 마티네즈 – 텔레비전 시리즈 쉴드: XX 강력반에서 경찰서장 (이후 시의원) 데이비드 에세베다 역으로 가장 잘 알려진 미국 배우.
- 루이사 모레노 – 사회 운동가이자 미국 노동 운동 참여자.
- 델리아 라미레스 – 과테말라 이민자 부모에게서 태어난 미국 정치인.[24]
- 루비오 루빈 – 과테말라 및 멕시코계 미국인 축구 선수.[25][26]
- 아라브뮤직 – 도미니카 공화국 및 과테말라계 미국인 힙합 음반 프로듀서.[27]
- KC 포터 – 미국 음반 프로듀서, 싱어송라이터, 음악가.
- 브리짓 파워스 – 미국 하드코어 포르노 배우.
- 토니 레볼로리 – 과테말라계 미국인 배우 (스파이더맨: 홈커밍 및 스파이더맨: 파 프롬 홈).
- 팸 로드리게스 – 과테말라 및 푸에르토리코계 미국인 글래머 모델.[28]
- 데보라 로즈 – 과테말라/베네수엘라계 미국인 사교계 인사.
- 후아나 사마요아 – 과테말라계 미국인 배우이자 텔레비전 진행자.
- 가디 슈워츠 – NBC 뉴스 특파원[29]
- 윌리 심즈 – 과테말라 태생 미국에서 자란 축구 선수.
- 라이언 스필보그 – 텍사스 레인저스 구단 소속의 미국 프로 야구 외야수.
- 엑토르 토바르 – 로스앤젤레스 작가이자 언론인.
- 노르마 토레스 – 정치인. 과테말라 태생이지만 미국에서 자랐다.
- 데이비드 웅거 – 과테말라계 미국인 작가이자 번역가.
- 대프니 저니가 – 미국 배우 (멜로즈 플레이스, 원 트리 힐 및 스페이스볼). 그녀의 아버지는 원래 과테말라 출신이다.[30]
- 앤서니 곤살레스 – 미국 배우.
- 리키 두란 – 과테말라계 미국인 음반 아티스트. 미국 탤런트 경쟁 프로그램 '더 보이스' 시즌 17 준우승자.

## 같이 보기
- 과테말라-미국 관계
- 로스앤젤레스 중앙아메리카인의 역사

## 더 읽어보기
- Ashabranner, Brent (1986). 《Children of the Maya: A Guatemalan Indian Odyssey》. Dodd, Mead. ISBN 978-0396087861.
- Burns, Allan F. (1993). 《Maya in Exile: Guatemalans in Florida》. Temple University Press. ISBN 978-1-4399-0381-0. JSTOR j.ctt14btbnb.
- Calvert, Peter (1985). 《Guatemala: A Nation in Turmoil》. Westview Press. ISBN 9780865315723.
- Chinchilla, Norma S.; Hamilton, Nora, 편집. (2001). 《Seeking Community in a Global City: Guatemalans and Salvadorans in Los Angeles》. Temple University Press. ISBN 9781566398671.
- Hagan, Jacqueline Maria (1994). 《Deciding to Be Legal: A Maya Community in Houston》. Temple University Press. ISBN 9781566392563.
- Hong, Maria (2014). 〈Guatemalan Americans〉. 《Gale Encyclopedia of Multicultural America》 2. 275–291쪽. Gale CX3273300083. |id=에 templatestyles stripmarker가 있음(위치 1) (도움말)
- Loucky, James; Moors, Marilyn, 편집. (2000). 《Maya Diaspora: Guatemalan Roots, New American Lives》. Temple University Press. ISBN 9781566397940.
- Taylor, Matthew J.; Moran-Taylor, Michelle J.; Rodman Ruiz, Debra (January 2006). 《Land, ethnic, and gender change: Transnational migration and its effects on Guatemalan lives and landscapes》. 《Geoforum》 37. 41–61쪽. doi:10.1016/j.geoforum.2004.12.002.
- Wilson, Tamar Diana (September 2004). 《Under Stress: Guatemalan and Salvadoran Migrations》. 《Latin American Perspectives》 31. 165–171쪽. doi:10.1177/0094582X04268414. S2CID 144906643.